# Nikolas Cruz
Nikolas Cruz (Margate, Florida; 24 de septiembre de 1998) es el autor del tiroteo en la escuela secundaria en Parkland en 2018, en el que mató a 17 personas e hirió a otras 17.

## Biografía
Nikolas nació el 24 de septiembre de 1998. Junto a su hermano Zachary, fue adoptado de muy pequeño por el matrimonio formado por Roger y Lynda Cruz, ambos fallecidos: la madre en noviembre de 2017 por neumonía y el padre en 2005 por un ataque al corazón. Dado que quedó huérfano, vivía en casa de los padres de un amigo. Cruz estudió y fue expulsado de la misma secundaria en la que llevó a cabo el tiroteo, la Escuela Secundaria Marjory Stoneman Douglas. Días antes, Cruz había subido fotos con armas a Instagram.
El FBI afirmó haber recibido llamadas de su vecino por comportamiento inadecuado, pero las ignoró. Los compañeros de la secundaria de Cruz comentaron después de la masacre que Cruz era un gran aficionado a las armas.
Existen algunos videos de su primer interrogatorio y también uno donde avisaba de sus intenciones.
Cruz ha sido acusado de 17 cargos de asesinato. Una audiencia inicial se desarrolló el jueves 15 de febrero de 2018. Si era declarado culpable durante el juicio, podría enfrentar la pena de muerte. El 20 de octubre de 2021 se declaró culpable para evitar la pena capital.  y el día 13 de octubre del 2022 el jurado del caso recomendó una sentencia de cadena perpetua por el hecho. En noviembre de 2022 la juez Elizabeth Scherer leyó la sentencia que condenaba a Cruz a treinta y cuatro cadenas perpetuas consecutivas sin posibilidad de obtener libertad condicional.